# 온 더 로드 (영화)
《온 더 로드》(영어: On the Road, 프랑스어: Sur la route)는 2012년 개봉한 모험 드라마 영화이다. 잭 케루악의 1957년 동명 소설이 원작이다.

## 출연진
- 개릿 헤들런드
- 샘 라일리
- 크리스틴 스튜어트
- 알리시 브라가
- 에이미 애덤스
- 톰 스터리지
- 엘리자베스 모스
- 대니 모건
- 커스틴 던스트
- 비고 모텐슨
- 스티브 부세미
- 테런스 하워드
- 지젤 이치에
- 마리지네트 게
- 티오 혼

## 기타 제작진
- 협력 제작: 마랭 카르미츠, 바우테르 살리스
- 라인 제작: 클레르 도르누아, 마이클 프리즐레브, 티타 롬바르도, 채드 오크스
- 배역: 리처드 힉스, 데이비드 루빈
- 미술: 카를로스 콩티
- 세트: 프랑신 다니스
- 의상: 대니 글리커
- 분장: 마리사 아멘타, 니키 I 브라운
- 음향 디자인: 마르틴 에르난데스
- 음향 편집 감독: 로버트 하인
- 시각 효과 감독: 루이스 모린
- CG 감독: 알렉상드르 라포르튄
- 제작 관리: 루카 보게이지, 니콜라스 셀리스
- 조연출: 빅토르 에레라 마크나우트
- 조감독: 마이런 호퍼트